# 意大利环境基金

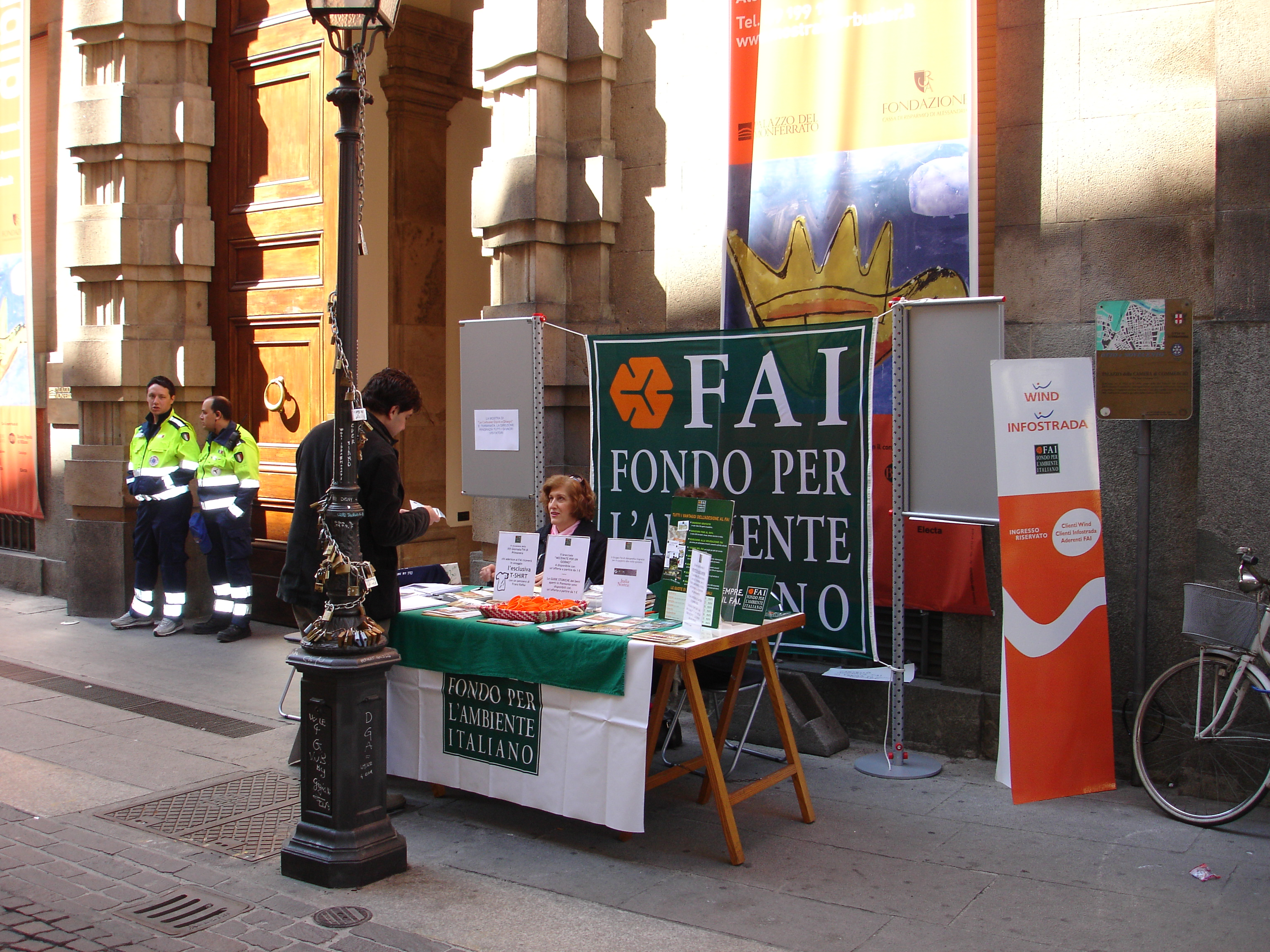

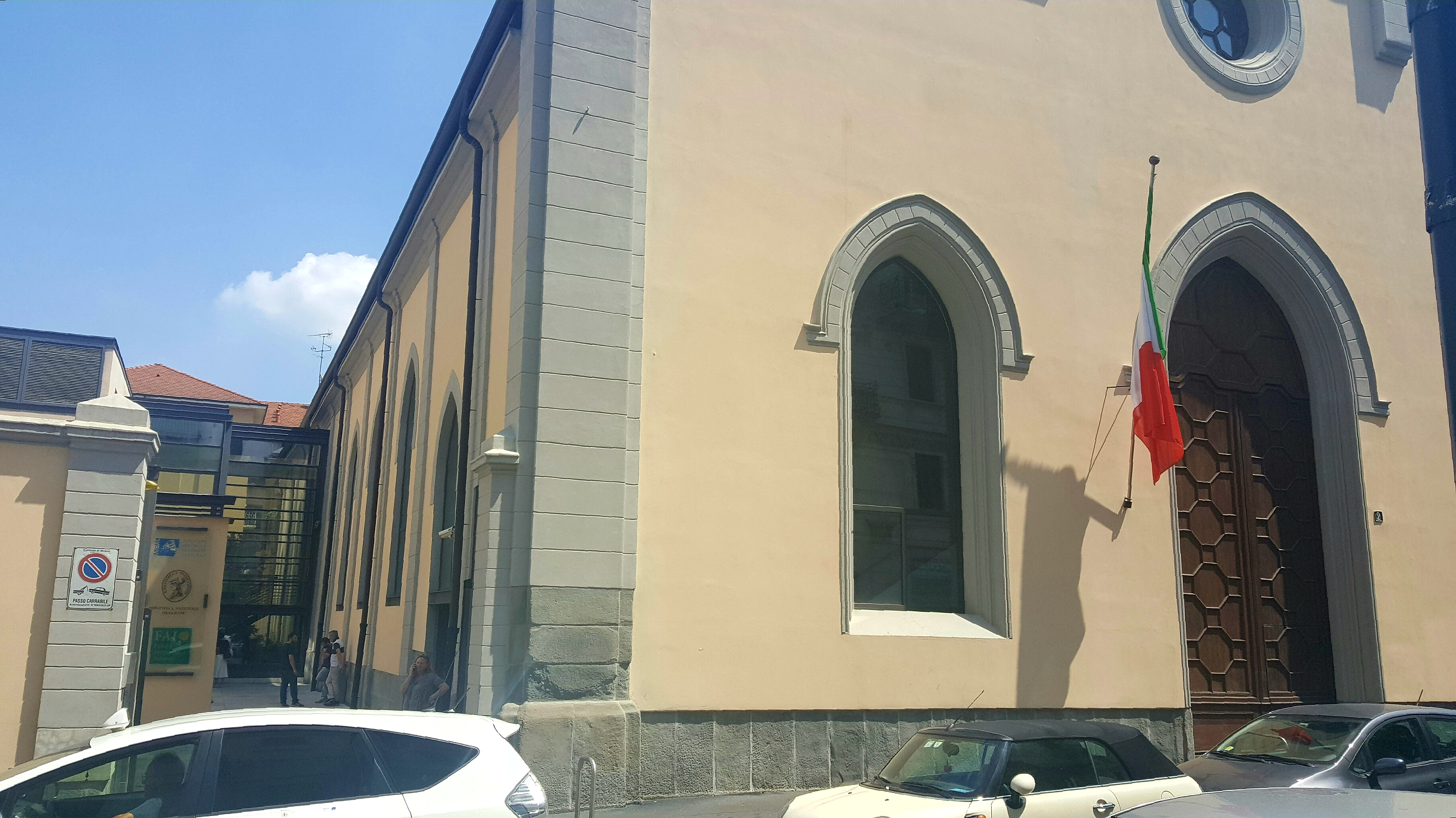
Sede di Milano in Via Foldi 2

意大利环境基金（義大利語：Fondo Ambiente Italiano，缩写为FAI），一家私立的、非盈利的、致力于保护和促进意大利自然和文化遗产的机构。它成立于1975年，截至2015年，已经有超过6万名志愿者加入。

## 外部連結
- 官方網站 （页面存档备份，存于） （英文）